# Jednoręki bokser
Jednoręki bokser (chiń. trad. 獨臂拳王; pinyin Dú bì quánwáng) – chińsko–hongkońsko–południowokoreański dramatyczny film sensacyjny akcji z 1972 roku w reżyserii Jimmy’ego Wanga.
Film zarobił 1 020 536 dolarów hongkońskich w Hongkongu.

## Fabuła
Uczeń szkoły walk wschodnich wobec ataku wrogiego klanu traci swojego mistrza. Chce założyć własną szkołę, ale sam stracił rękę w walce. Stopniowo doskonali sztuki walki ocalałą ręką, dopóki nie jest gotów do pojedynku z największym wrogiem – Latającą Gilotyną.

## Obsada
Źródło: Filmweb

- Jackie Chan
- Jimmy Wang
- Blackie Ko – drugi tajski bokser
- Yi Kuei Chang
- You Min Ho
- Han Hsieh
- Hung Kuan
- Chi Ma
- Wong Fei-lung
- Man Min
- Chun Lin Pan
- Mao Shan
- Su Jen-ping
- Hsin Tang
- Yeh Tien
- Hung Tsai
- Yung Sheng Wang
- Tung Chao Wu